# آرتور مکرتچیان
آرتور مکرتچیان (ارمنی: Արթուր Մկրտչյան؛ زادهٔ ۹ سپتامبر ۱۹۷۳) یک بازیکن فوتبال در پست مدافع اهل ارمنستان است.

## باشگاهی
از باشگاه‌هایی که در آن بازی کرده‌است می‌توان به نائیری ایروان، پیونیک ایروان، تورپدو مسکو، کریلیا سووتوف سامارا، آراکس آرارات، میکا، پیونیک و داریدا رایون مینسک اشاره کرد.

## تیم ملی
وی همچنین در تیم ملی فوتبال ارمنستان بازی کرده‌است. مکرتچیان نخستین بازی ملی خود را که یک بازی دوستانه بود در تاریخ ۲۰ ژوئن ۱۹۹۶ در لیما در مقابل پرو انجام داده‌است.
| تیم ملی فوتبال ارمنستان | تیم ملی فوتبال ارمنستان | تیم ملی فوتبال ارمنستان |
| سال                     | بازی‌ها                  | گل‌ها                    |
| ----------------------- | ----------------------- | ----------------------- |
| ۱۹۹۶                    | ۲                       | ۰                       |
| ۱۹۹۷                    | ۰                       | ۰                       |
| ۱۹۹۸                    | ۲                       | ۰                       |
| ۱۹۹۹                    | ۹                       | ۰                       |
| ۲۰۰۰                    | ۳                       | ۰                       |
| ۲۰۰۱                    | ۲                       | ۰                       |
| ۲۰۰۲                    | ۲                       | ۰                       |
| ۲۰۰۳                    | ۲                       | ۰                       |
| ۲۰۰۴                    | ۳                       | ۰                       |
| Total                   | ۲۵                      | ۰                       |